# Villa Capra
La Villa Capra, popularment coneguda com La Rotonda, és el nom d'una vil·la situada prop de Vicenza al Vèneto. Fou construïda entre 1567 i 1605, en part segons els plans de l'arquitecte Andrea Palladio, considera el primer professional de l'arquitectura. Destacar el seu tractat, I Quattro Libri dell'Architettura (1570) sobre el cànon clàssic.
En època renaixentista, l'arquitectura civil s'influencià de l'obres De Architectura de Vitruvi, concretament sobre la idea de firmitas, utilitas, venustas, recuperant el pragmatisme artístic romà. Quant a les vil·les, es va recuperar la tradició grecoromana, en concret les vil·les romanes, les cases de camp.

## Descripció
Situada en un turó prop de la localitat de Vicenza (Itàlia), es troba rodejada d'un entorn natural, com les antigues vil·les, i és per això que està orientada a l'exterior.
La planta és simètrica i centralitzada, en forma de creu grega. L'exterior està format per quatre façanes idèntiques, que s'aixequen sobre unes escalinates. Cada pòrtic és hexàstil i d'estil jònic. Sobre el qual es recolza un entaulament i un frontó triangular amb dos òculs. En tots els frisos hi ha una inscripció, que fa referència al seu primer propietari, el clergue Marius Capra Gabrielis. Com un temple clàssic, els quatre accessos estan decorats amb estàtues, gàrgoles i acroteris.
Al centre de l'edifici s'alça una espectacular cúpula que confereixen en un sol punt, un òcul. Aquesta cúpula semiesfèrica fou construïda per l'arquitecte italià Scamozzi.
La il·luminació natural no és excel·lent, però està tota decorada amb frescos així com la resta d'estances de la casa. Uns balcons interns voltegen la cúpula. S'hi troben escultures de Lorenzo Rubini i Giambattista Albanese, així com Alessandro Vittoria. Quant als frescs van ser pintats per Anselmo Canera, Bernardino India, Alessandro Maganza,i el francès Ludovico Dorigny.
La cúpula marca una sala circular central a partir de la qual s'articulen les habitacions, i els dormitoris en els quatre angles marcats per quatre passadissos que convergeixen a la sala circular. La cuina i altres sales secundaries es troben al soterrani.
La convivència de les figures geomètriques quadrades i circulars fa pensar en la convivència dels elements terrenals amb aquelles espirituals: la combinació perfecte pels antics. Doncs el Renaixent recupera aquest pensament.
Les influències són directes de l'arquitectura d'època clàssica, com el Panteó Romà, i Partenó per l'estil de façana. Aquesta vil·la fou model del neopal·ladianisme anglès, tant Anglaterra com als Estats Units, dels quals destaquen William Kent i Lord Burlington, com per exemple Chiswick House (1725).